# Amesbury (Royaume-Uni)
Pour les articles homonymes, voir Amesbury.
Amesbury est une petite ville du Wiltshire, en Angleterre (10 724 habitants en 2011).
Elle est renommée pour l'ensemble de sites et monuments préhistoriques situés dans son voisinage immédiat, dont Stonehenge et Woodhenge. Amesbury fut  aussi le siège d'un prieuré fontevriste appartenant à l’  Ordre de Fontevraud jusqu'à la  confiscation de ses  biens par Henri VIII.
Elle est traversée par le fleuve Avon.

## Toponymie
L'origine du nom de la ville est incertaine. Il pourrait provenir d'un Anglo-Saxon nommé Ambre, ou du vieil anglais amore-burh signifiant « fortification fréquentée par des bruants et/ou des Bruants jaunes ». Il a également été suggéré que le nom soit dérivé d'Ambrosius Aurelianus, chef de la résistance romano-britannique aux invasions saxonnes au Ve siècle.

## Histoire
Les terres autour d'Amesbury ont été peuplées depuis la préhistoire, comme en témoigne le monument de Stonehenge. D'autres découvertes dans la paroisse indiquent des structures et des établissements préhistoriques à grande échelle dans toute la région, notamment Bluestonehenge à West Amesbury, les nombreux autres monuments autour de Stonehenge et la découverte d'un village néolithique dans la paroisse voisine de Durrington par le projet Stonehenge Riverside. Des fouilles en 2002 et 2003 à Boscombe Down par Wessex Archaeology ont trouvé l'archer d'Amesbury et les archers de Boscombe (Boscombe Bowmen).

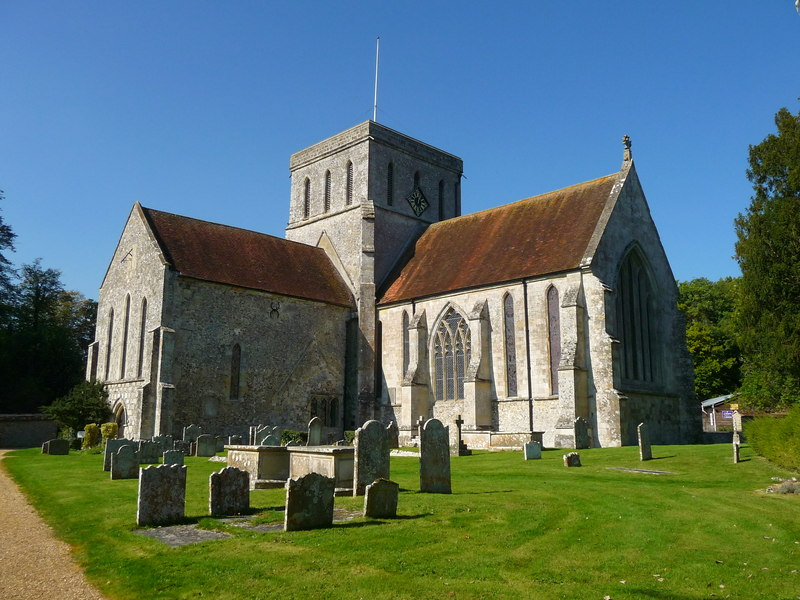
L'église Sainte-Marie-et-Saint-Méloir, liée au prieuré et à l'abbaye d’Amesbury.

En 979 après J.-C., une abbaye bénédictine, l'abbaye Sainte-Marie-et-Saint-Méloir, fut fondée sur ce qui pourrait avoir été le site d'un monastère précédent, voulu par la reine douairière Ælfthryth. En 1177, l'abbaye fut dissoute par Henri II et remplacée par le prieuré d'Amesbury, avec des religieuses et des moines de l'ordre de Fontevraud. Henri III a visité le prieuré plusieurs fois, et sa veuve Éléonore de Provence s'y est retirée en 1286, ce qui a conduit à des visites de son fils, Édouard Ier ; sa fille Marie d'Angleterre et sa nièce Aliénor de Bretagne y étaient déjà entrées jeunes. Le prieuré a continué jusqu'à la dissolution des monastères en 1540, après quoi ses bâtiments – y compris l'église avec son clocher recouvert de plomb – ont été démolis.